# Dirphya mabokensis
Dirphya mabokensis là một loài bọ cánh cứng trong họ Cerambycidae.